# NGC 2106
NGC 2106 è una galassia lenticolare situata nella costellazione della Lepre, a una distanza di circa 98 milioni di anni luce dalla nostra Via Lattea.

## Scoperta
La galassia è stata scoperta il 21 novembre 1835 dall'astronomo britannico John Herschel.